# Siberia (lục địa)
Siberia là một nền (vùng im lìm) nằm tại tâm của khu vực Siberia của Nga ngày nay. Siberia hay "Angaraland" (hoặc đơn giản hơn là Angara) ngày nay chính là Cao nguyên Trung Siberia. Nó là một nền địa chất cực kỳ cổ, đã hình thành ra một lục địa độc lập từ trước kỷ Permi

## Lịch sử theo trật tự thời gian
- Liên đại Nguyên sinh
  - Đại Cổ Nguyên sinh
    - ~2,5 tỷ năm trước (kỷ Sideros), Siberia là một phần của lục địa Arctica, cùng với khiên Canada

  - Đại Trung Nguyên sinh
    - ~1,1 tỷ năm trước (kỷ Stenos), Siberia trở thành một phần của siêu lục địa lớn, gọi là Rodinia.

  - Đại Tân Nguyên sinh
    - ~750 triệu năm trước (kỷ Cryogen), Rodinia vỡ ra và Siberia trở thành một phần của siêu lục địa nhỏ, gọi là Protolaurasia.
    - ~600 triệu năm trước (kỷ Ediacara), Protolaurasia trở thành một phần của siêu lục địa lớn phía nam, gọi là Pannotia.
    - ~550 triệu năm trước (kỷ Ediacara), Pannotia vỡ ra và Protolaurasia chia tách để tạo ra các lục địa gọi là Laurentia, Baltica và Siberia.
- Liên đại Hiển sinh
  - Đại Cổ sinh
    - ~Kỷ Cambri, Siberia là một lục địa độc lập.
    - ~Kỷ Than đá, Siberia va chạm với một lục địa nhỏ là Kazakhstania.
    - ~Kỷ Permi, Siberia và Kazakhstania va chạm với Baltica, hoàn thiện sự tạo thành của siêu lục địa Pangaea.

  - Đại Trung sinh
    - ~Kỷ Jura, Pangaea chia tách thành hai siêu lục địa nhỏ, gọi là Gondwana và Laurasia.
    - ~Kỷ Creta, Laurasia dần dần chia tách thành hai lục địa gọi là Bắc Mỹ và Á Âu.

  - Đại Tân sinh
    - ~Thế Eocen, tiểu lục địa Ấn Độ va chạm với châu Á, sinh ra dãy núi Himalaya.
    - ~Ngày nay, Siberia là một phần của châu Á đại lục, một bộ phận cấu thành của đại lục Á-Âu.
- ~250 triệu năm tới, Siberia có thể nằm trong khu vực cận nhiệt đới và là một phần của siêu lục địa mới, gọi là Pangaea Ultima.
- ~400 triệu năm tới, Pangaea Ultima có thể lại chia tách, nhưng Siberia vẫn có thể gắn liền với đại lục Á-Âu.